# 阿隆·辛格勒
阿隆·辛格勒（英語：Aaron Shingler；1987年8月7日—）是一位威爾斯橄欖球運動員。他是威爾斯國家橄欖球隊的一員，代表威爾斯參加了2014年橄欖球六國賽的比賽。他曾經是一名板球運動員。